# 热封机

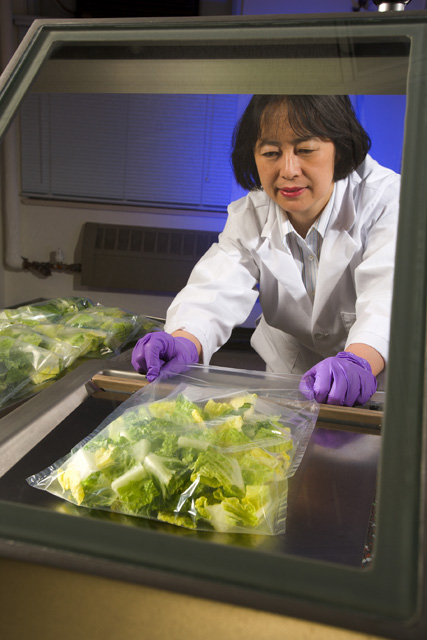
热封机包装生菜塑料袋，用于保质期测试

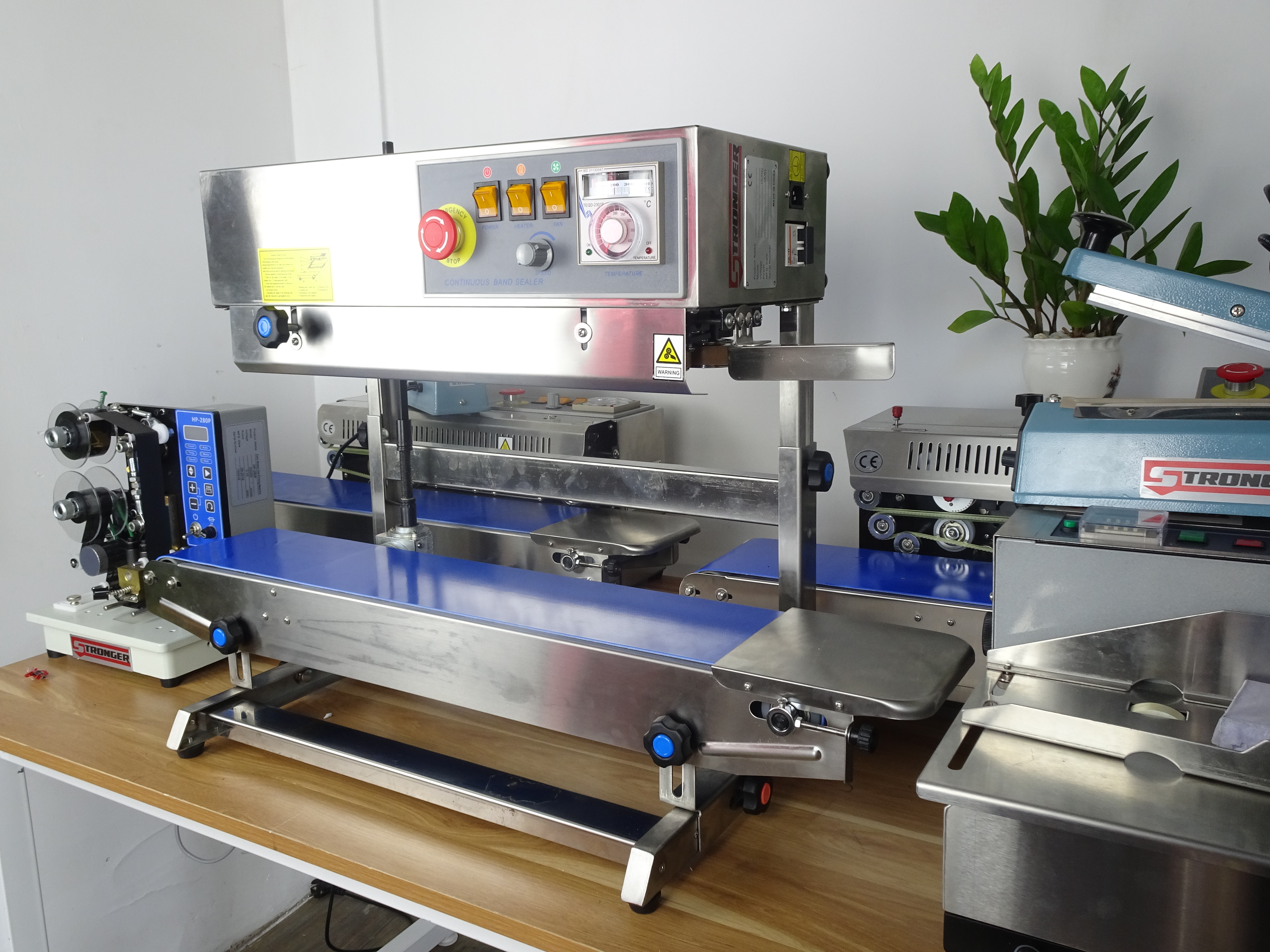
连续带式热封机

热封机是一种利用热量来密封产品、包装的机器，可以用均勻的熱塑性單層或多層材料，而其中至少一層是熱塑性的。 熱封可將相似或不同的材料連接在一起，其中需要至少一種材料具有熱塑性。

## 过程
热封是利用热量和压力将一种热塑性塑料密封到另一種類似熱塑性塑膠的過程。熱封的直接接觸方法利用持續加熱的模具或密封棒將熱量施加到特定的接觸區域，以將熱塑性塑膠密封或焊接在一起。 熱密封有許多應用，包括熱密封連接器、熱活化黏合劑、薄膜介質、塑膠端口或箔密封。

### 应用领域
在许多消费电子产品以及医疗、电信设备中，热封连接器用于连接液晶显示器与印刷电路板。
使用熱黏合劑對產品進行熱封，用於將透明顯示器固定在消費性電子產品上，其他密封熱塑性組件，如果零件設計要求或其他組裝考慮而無法選擇热熔或超声波焊接的设备，也会选择热封。
熱封也用於製造血液測試薄膜和過濾介質，用於血液、病毒和當今醫療領域使用的許多其他測試條裝置。层压箔和薄膜通常熱封在熱塑性醫療托盤、微孔板、瓶子和容器的頂部，以密封或防止醫療測試設備、樣本收集托盤和食品容器的污染。
塑料袋以及其他包装通常通过热封成型、密封。用于医疗、生物工程和食品業的醫療和液體袋。 液體袋由多種不同材料製成，例如箔片、過濾介質、熱塑性塑膠和層壓材料。

## 热封类型
- 熱棒密封機具有保持恆溫的加熱工具（也稱為直接接觸熱密封）。用若干個與材料接觸的加熱棒、熨斗或模具來加熱界面並形成黏合。棒材、熨斗和模具具有各種配置，並覆蓋脫模層，利用各種表面防粘連材料（如聚四氟乙烯薄膜）来防止粘在热模具上。[2]
- 連續熱封機（也稱為帶式熱封機）利用的是加熱元件上的移动带。
- 脉冲热封机具有镍铬合金加热元件（一个或两个），放置在弹性合成橡胶和薄膜或織物的剝離表面之間。 加熱元件并非連續加熱；僅當電流流動時才會產生熱量。 當材料放入熱封機中時，它們會透過壓力固定到位。 電流將加熱元件加熱指定的時間以產生所需的溫度。 停止加熱後，鉗口將材料固定到位，有時使用冷卻水可以使材料在施壓前熔化。[3][4][5]

- 热熔胶可以透過條狀或珠狀塗在連接點，也可以在早期的製造步驟中塗覆於其中一個表面，並重新激活以粘合。
- 熱線密封涉及加熱線，該線既切割表面又用熔化的邊緣珠將它們連接起來。 當阻隔性能至關重要時，通常不採用這種方法。
- 感应密封是一种非接触式密封，用于瓶盖的内密封。
- 透過非接觸式感應進行感应焊接热封
- 超声波焊接利用高頻超音波振動將工件在壓力下固定在一起以形成焊接。

## 密封质量
良好的密封依赖于正确清洁材料的时间、温度和压力。有几种标准测试方法可用于测量热封强度。此外，包装测试用於確定完成的包裝承受指定壓力或真空的能力。 有多種方法可用於確定密封包裝保持其完整性、阻隔特性和無菌性的能力。
热封过程可以通过各种质量管理体系进行控制，例如HACCP 、统计过程控制、 ISO9000等。验证和确认協議用於確保符合規格且最終材料、包裝適合最終用途。

## 密封强度测试
热封的能力通常在管理规范、合同和法规中详细说明。质量管理体系有時要求定期進行主觀評估：例如，某些密封件可以透過簡單的拉力進行評估，以確定黏合的存在和失效機制。 對於某些塑膠薄膜，可以透過使用偏振光来强化观察，偏振光可以突出热封的双折射。 一些敏感產品的密封件需要使用定量測試，以徹底验证和确认。测试方法包括：

### 密封强度符合 ASTM F88 和 F2824
密封強度測試，也稱為剝離測試，測量柔性阻隔材料內的密封強度。 此測量可用於確定密封內的一致性，以及評估包裝系統的開啟力。 密封強度是用於製程驗證、製程控制和能力的定量測量。 密封強度不僅與開啟力和包裝完整性有關，而且與衡量包裝過程產生一緻密封的能力有關。

### 破裂和蠕变符合 ASTM F1140 和 F2054
爆破測試用於確定包裝強度和進動。 爆破測試是透過包裝加壓直至爆裂來進行的。 爆破測試的結果包括爆破壓力資料和密封失效發生位置的描述。 此測試方法涵蓋ASTM F1140中定義的爆破測試。蠕变測試確定包裝長時間保持壓力的能力。 蠕變測試是透過將壓力設定為先前爆破測試的最小爆破壓力的約80%來進行。 測量密封失效的時間或預設時間。

### 真空染色符合 ASTM D3078
包装完整性的測定。 將包裝浸入裝有水和染料混合物的透明容器中。 容器內部產生真空並維持特定的時間長度。 當真空釋放時，任何刺穿的包裝都會吸收染料，從而暴露密封缺陷。

## 相关
- 气密密封
- 塑料袋
- 塑料焊接
- 收缩包装
- 拉伸测试
- 蜡铁矿